# Horsham (West Sussex)
Horsham is een stad met ruim 55.000 inwoners in het noorden van het shire-graafschap (non-metropolitan county OF county) West Sussex, in het centrum van de Weald. 
Horsham heeft een station aan de Arun Valley Line van Chichester naar Londen.

## Luchtvaartincident
Op 8 juni 1944, kwamen twee B-25 Mitchells van de 320 Dutch Squadron RAF boven de plaats in botsing. De acht Nederlandse bemanningsleden van beide toestellen kwamen om het leven.